# Trikala
Trikala (Hy Lạp: Τρίκαλα) là một thành phố ở Tây Bắc Thessaly, Hy Lạp. Nó là thủ phủ của đơn vị ngoại vi Trikala, và nằm về phía Tây Bắc Athens, tây bắc của Karditsa, phía đông Ioannina và Metsovo, phía nam của Grevena, tây nam của Thessaloniki, và phía tây của Larissa. Thành phố nằm hai bên sông Litheon, mà là một nhánh của sông Pineios. Theo thống kê quốc gia, Trikala có 80.900 cư dân.
Các khu vực của Trikala đã có người sinh sống từ thời tiền sử và những dấu hiệu đầu tiên của cuộc sống trong hang Theopetra có niên đại khoảng 49.000 trước Công nguyên. Họ cũng phát hiện ra các khu định cư thời kỳ đồ đá mới từ 6.000 trước Công nguyên ở Grand Kefalovriso và các địa điểm khác.
Thành phố của Trikalas được xây dựng trên các thành phố cổ đại Trikka hoặc Trikki, được thành lập xung quanh các thiên niên kỷ 3 trước Công nguyên và tên của mình theo nữ thần Trikki, con gái của Penaeus hoặc theo những người khác thì đó là con gái của sông Asopos. Thành phố là một trung tâm quan trọng của thời cổ đại, trong khi ở đây Asklipios đã sinh sống, mà ngày nay tạo thành biểu tượng của phố Trikkaion, cũng là vua của thành phố. Trong khu vực tồn tại trong hành động một trong các Asklipieia quan trọng nhất và ancienter mùa. Thành phố cũng đã đề cập trong Iliada của Homer, tham gia trong chiến tranh thành Troy ở phía bên của người Hy Lạp, với ba mươi thuyền trưởng, các con trai Asklipios, Machaona và Podaleirio. Thành phố cũng tồn tại như một thủ đô của vương quốc ở mùa Mycenaen và sau đó thành lập trung tâm của nhà nước của Estaiotidas chiếm khoảng mức độ hiện hành của tỉnh Trikala và được mô tả bởi nhà địa lý Stravona.